# 網路喚醒

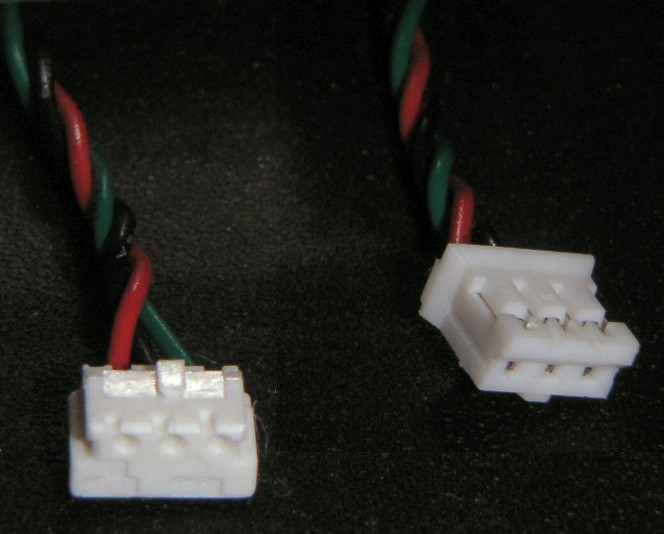
一种Wake-on-LAN線路的連接器

Wake-on-LAN，簡稱WOL或WoL，中譯為「網路喚醒」、「遠端喚醒」，是一種远程唤醒技術及标准，功效在於讓休眠狀態或關機狀態的電腦，透過區域網路的另一台電腦對其發令，使其喚醒、恢復成運作狀態，或從關機狀態轉成開機狀態。該消息通常由在連接到同一局域網的設備上執行的程序發送到目標計算機。也可以使用子網定向廣播或 WoL 網關服務從另一個網絡發起消息。

## 歷史
有關WOL技術，最初是在1997年4月由IBM公司的先進管理聯盟（Advanced Manageability Alliance）所提出，然而當時僅約略透露，之後其他業者及產業也逐漸推行，例如由英特尔公司所提出的Wired for Management，不過不久之後此方面技術的共通標準性需求便開始顯現。

## 系統需求
要想達成、實現WOL，首先必須要有具備WOL功能的主板、网卡。
現在的主板通常只需在BIOS中開啟PCI/PCIe喚醒功能或網卡喚醒功能，主機板內建的網卡可支援WOL。除了開啟BIOS中的PCIe喚醒功能外，可能還要在作業系統中設定網路卡的喚醒功能。

## 原理
一般而言，WOL技術的遠端喚醒步驟如下：
電腦處在關機（或休眠）狀態時，機內的網路卡及主機板部分仍保有微弱的供電，此微弱供電能讓網路卡保有最低的運作能力，使網路卡能聆聽來自電腦外部的網路廣播資訊，並對資訊內容進行偵測與解讀，一旦發現網路廣播的內容中有特定的「魔法封包」（Magic Packet），就會對該封包的內容進行研判。
魔法封包是以廣播方式發送的，廣播的方式與範疇可以是整個局域网（LAN），也可以是特定的子网（Subnet），同時魔法封包內會有某部（或一群）電腦的網路位址資料，網路卡一旦解讀研判出所指的位址是自身所處的電腦時，網路卡就會通知機內的主機板、電源供應器，開始進行開機（或喚醒）的程序。

## 魔法封包
魔法封包（Magic Packet）是一個廣播性的帧（frame），透過端口7或9發送，可以使用非連接導向（Connectionless protocol）的通訊協定（如UDP、IPX）來傳遞，目前鉴于已很少采用Novell NetWare網路作業系統的IPX協定而多选用UDP。
在魔法封包內，每次都會先有連續6個"FF"（十六進位，換算成二進位即：11111111）的資料，即：FF FF FF FF FF FF，在連續6個"FF"後則開始帶出MAC位址資訊，有時還會帶出4位元組或6位元組的密碼，一旦經由網路卡偵測、解讀、研判（廣播）魔法封包的內容，內容中的MAC位址、密碼若與電腦自身的位址、密碼吻合，就會啟動喚醒、開機的程序。